# 中国人民解放军空军预警学院
中国人民解放军空军预警学院，简称空军预警学院，本部位于湖北省武汉市，是中华人民共和国唯一一所预警探测领域的专门院校，全军唯一一所以预警探测和电子对抗为主体专业的一类本科军事高等教育院校，军队信息能力培训基地，面向全军预警和空军电子对抗部队培养指挥技术军官，隶属中国人民解放军空军。

## 沿革
- 1950年，由华东军区司令部通联处抽组中国人民解放军华东军区通信学校，驻南京。1951年9月15日，中央军委令，华东军区通信学校改为中国人民解放军第三通信学校，仍驻南京。1952年10月29日，改为中国人民解放军雷达学校，归总参谋部通信部建制，由华东军区代管[2]。1955年改为中国人民解放军防空军雷达学校，隶属防空军。1957年，更名为中国人民解放军空军雷达技术专科学校，隶属空军[3]。
- 1952年6月，由江西第二十三步兵学校、华东第三防空学校训练处、第四军教导营等在江西南昌组成中国人民解放军防空学校。1952年11月迁武汉，执行军级权限，隶属军委防空司令部。1955年9月改为中国人民解放军防空军防空学校，隶属防空军。1957年8月，改为中国人民解放军空军防空学校，隶属军委空军；党政、行政、后勤供应由武汉军区空军代管[4]。
- 1958年9月，空军防空学校、空军雷达技术专科学校合并组成中国人民解放军空军雷达兵学校，执行师级权限，隶属军委空军，由武汉军区空军代管[4]。
- 1969年11月，空军雷达兵学校与空军通信学校无线电部分（实际上未并入）合并组成中国人民解放军空军第四专科学校（番号为空字099部队）[4][3]。
- 1975年5月，改为中国人民解放军空军雷达学校[4]。
- 1983年7月，更名中国人民解放军空军雷达学院，仍执行师级权限。是培养空军、海军雷达部队初级军事指挥干部和技术干部的综合性高等院校[4]。隶属广州军区空军[3]。
- 1986年7月，中国人民解放军总政治部在该院举办“全军高等专业技术院校学员思想教育座谈会”，总政治部副主任周克玉主持，总政治部赞扬了该院的“到基层去、到边疆去、到祖国最需要的地方去，长期为雷达部队服务”（简称“三到一长期”）教育。1987年4月，中国人民解放军总政治部宣传部在北京召开关于空军雷达学院事迹的新闻发布会。1987年4月到5月，中央电视台、中央人民广播电台、《人民日报》、《光明日报》、《解放军报》等14家新闻单位联合采访该院，并用大量篇幅报道该院加强和改进政治思想工作的事迹。中央电视台在新闻联播节目中连续四次报道该院事迹，《人民日报》连续发表四篇介绍该院的通讯。1987年10月，中共中央宣传部、国家教委、总政治部、共青团中央联合下发文件推广该院经验，在全国、全军高等院校中引起较大反响。1987年，院长王士俊代表该院出席第二届全军英模大会，并当选为中共十三大代表[5]。
- 1992年8月，由广州军区空军转隶为空军直属单位[3]。1992年升格为军级院校[6]。
- 1996年，增设黄陂校区[3]。
- 2004年，确定为中级军事任职教育院校[6]。
- 2004年，空军雷达兵第四训练团、空军第一航空学院随州士官大队并入。2004年11月，纳编了宜昌和随州两个校区[3]。
- 2011年7月，经中央军委批准，更名中国人民解放军空军预警学院[6][3]。是为空（海）军雷达兵和电子对抗部队培养军事指挥和工程技术军官、士官及专业技术兵的中级军事任职教育院校，是中国人民解放军预警监视领域唯一一所专门院校[7]。学院涵盖学历教育、任职教育、士官教育，培训层次自本科至博士，培训对象从雷达及电子对抗部队士官到中校军官[1]。
- 2017年，在深化国防和军队改革中，调整组建新的中国人民解放军空军预警学院[8][9]。

## 历任领导
| 院长 - 郭季田（1952年—？，雷达学校校长） - 王殿春（？—1958年8月，雷达学校校长） - 王智涛（1952年9月—1954年11月，防空学校校长） - 宁贤文（1956年7月—1957年11月，防空学校校长） - 武承先（1957年11月—1958年8月，防空学校校长；1958年8月—1961年9月，空军雷达兵学校校长） - 陈伦（1961年9月—1969年11月，空军雷达兵学校校长） - 郭丹诚（1971年3月—1975年5月，空军第四专科学校校长；1975年5月—1977年1月，空军雷达学校校长） - 余永明（1977年10月—1983年5月，空军雷达学校校长） - 王士俊 空军少将（1983年5月—7月，空军雷达学校校长；1983年7月—1994年9月，空军雷达学院院长） - 郭锡林 空军少将（1994年—2003年7月，空军雷达学院院长） - 吕克勤 空军少将（2003年7月—2006年1月，空军雷达学院院长） - 张祥 空军少将（2006年1月—2009年3月，空军雷达学院院长） - 蓝江桥 空军少将（2009年1月—2015年8月，空军雷达学院、空军预警学院院长） - 马晓岩 空军少将（2015年8月—） | 政治委员 - 葛彤（1952年—1958年8月，雷达学校政治委员） - 潘寿才（1952年9月—1955年11月，防空学校政治委员） - 盛殿邦（1955年11月—1958年8月，防空学校政治委员；1958年8月—1959年11月，空军雷达兵学校政治委员） - 葛彤（1959年11月—1969年11月，空军雷达兵学校政治委员） - 马如飞（1971年4月任命，空军第四专科学校政治委员，未到职） - 杨波（1975年5月—1976年10月，空军雷达学校政治委员） - 薛瑛（1978年7月—1982年1月，空军雷达学校政治委员） - 丰宝田（1982年1月—1983年7月，空军雷达学校政治委员；1983年7月—1985年10月，空军雷达学院政治委员） - 王鸿录（1985年10月—？，空军雷达学院政治委员） - 沙显明 空军少将（1992年—1992年10月，空军雷达学院政治委员） - ？（1992年—1995年，空军雷达学院政治委员） - 杨德康 空军少将（1995年12月—1997年12月，空军雷达学院政治委员） - 严智泽 空军少将（1997年12月—2002年9月，空军雷达学院政治委员） - 陈克敏 空军少将（2002年9月—2006年12月，空军雷达学院政治委员） - 张学义 空军少将（2006年12月—2008年，空军雷达学院政治委员） - 罗益昌 空军少将（2008年—2009年1月，空军雷达学院政治委员） - 黄宏 空军少将（2009年1月—2014年12月，空军雷达学院、空军预警学院政治委员） - 马哲文 空军少将（2014年12月—） |

## 专业设置
2017年招生的本科专业有：
- 预警探测
- 雷达工程
- 指挥信息系统工程
- 网电指挥与工程
- 无人系统工程[1]

## 校区
学院共设4个校区，分别位于湖北省武汉市江岸区、黄陂区和宜昌市、随州市，形成“一院四地”办学格局。
- 本部（湖北省武汉市江岸区黄浦大街288号）
- 黄陂校区（黄陂士官学校）（湖北省武汉市黄陂区武湖街道强军路3号）[15]
- 宜昌校区（宜昌训练大队）（湖北省宜昌市夷陵区龙泉镇）[16][17]
- 随州校区（随州分校）（湖北省随州市）[18]